# Cuéntame cómo pasó
```

```

Cuéntame cómo pasó (também conhecida como Cuéntame) é uma série de televisão espanhola transmitida pelo canal La 1 desde 2001. No início a série se chamaria Nuestro ayer; no entanto, os produtores decidiram colocar um nome mais comercial: Cuéntame. A origem do título vem da famosa canção Cuéntame, lançado na década pelo grupo pop espanhol Fórmula V. Em 2002, o título teve que ser alterado, passando em definitivo para Cuéntame cómo pasó, porque o primeiro já havia sido registrado anteriormente.
Com um custo por minuto de € 12.000 em 2012. A série narra, com base em uma combinação de micro-história e macro-história, as experiências de uma família de classe média, a Alcantara, durante os últimos anos do franquismo e do início da transição espanhola e é ao mesmo tempo com uma crônica sócio-política da época.
O primeiro capítulo foi exibido em 13 de setembro de 2001 às 22:00 horas pela TVE. A série neste momento vai na vigésima temporada e prevê-se que se prolongue até novembro de 2019.

## Elenco
- Imanol Arias ... Antonio Alcántara Barbadillo
- Ana Duato ... Mercedes Fernández López
- Ricardo Gómez ... Carlos Alcántara Fernández
- Pilar Punzano ... Inés Alcántara Fernández (O personagem de "Inés Alcántara Fernández" foi interpretado por varias atrizes.)
- Pablo Rivero ... Antonio "Toni" Alcántara Fernández
- Franco Masini ... Antonio "Toni" Martínez Pérez
- María Galiana ... Herminia López Vidal
- Juan Echanove ... Miguel Alcántara Barbadillo
- Ana Arias ... Francisca "Paquita" Ramos
- Paula Gallego ... María Alcántara Fernández (O personagem "María Alcántara" foi interpretado por varias atrizes.)
- Santiago Crespo ... Josete Jiménez
- Elena Rivera ... Karina Saavedra
- Lluvia Rojo ... Pilar "Pili" Villuendas
- Silvia Espigado ... Clara Jiménez
- Antonio Canal ... Froilán
- Manolo Cal ... Ramón Pascual